# Berta Castells
Berta Castells Franco (née le 24 janvier 1984 à Torredembarra) est une athlète espagnole spécialiste du lancer du marteau.

## Biographie
Berta Castells remporte son premier titre national au marteau en 1999, en cadettes. Entre 2001 et 2004 elle remporte trois médailles internationales en jeunesse et en junior, et bat 11 fois le record d'Espagne, l'amenant de 61,62 m le 28 avril 2001 à 68,87 m le 5 juin 2004.
Après une période de stagnation, elle connaît une bonne saison 2010, avec une médaille d'argent aux Championnats ibéro-américains, un nouveau record d'Espagne à 69,36 m et une place de finaliste aux championnats d'Europe.
En 2011 elle remporte son 9e titre national consécutif en seniors avec à la clé un nouveau record à 69,53 m. En 2012 elle grappille 6 cm, avec 69,59 m.
Le 16 juin 2016, elle franchit les 70 m avec 70,52 m à Manresa. C'est un nouveau record d'Espagne, 15 ans après son premier. Le 8 juillet, elle se classe 12e des Championnats d'Europe d'Amsterdam avec 63,27 m.

## Palmarès
| Date | Compétition                          | Lieu         | Résultat | Marque  |
| ---- | ------------------------------------ | ------------ | -------- | ------- |
| 2001 | Championnats du monde cadets         | Debrecen     | 2e       | 59,65 m |
| 2001 | Championnats d'Europe juniors        | Grosseto     | 3e       | 61,04 m |
| 2002 | Coupe du monde des nations           | Madrid       | 8e       | 63,49 m |
| 2003 | Championnats d'Europe juniors        | Tampere      | 3e       | 65,64 m |
| 2004 | Championnats ibéro-américains        | Huelva       | 3e       | 64,96 m |
| 2010 | Championnats ibéro-américains        | San Fernando | 2e       | 68,37 m |
| 2010 | Championnats d'Europe                | Barcelone    | 8e       | 68,20 m |
| 2012 | Championnats d'Europe                | Helsinki     | 8e       | 67,42 m |
| 2013 | Jeux méditerranéens                  | Mersin       | 2e       | 66,16 m |
| 2014 | Coupe d'Europe hivernale des lancers | Leiria       | 2e       | 66,13 m |
| 2016 | Championnats d'Europe                | Amsterdam    | 12e      | 63,27 m |
| 2017 | Championnats d'Europe par équipes    | Lille        | 6e       | 67,44 m |
| 2018 | Championnats ibéro-américains        | Trujillo     | 3e       | 66,68 m |
| 2021 | Coupe d'Europe des lancers           | Split        | 18e      | 64,71 m |

### National
- 16 titres (2003-2014, 2016-2019)[5],[6]

## Records
| Épreuve           | Marque  | Lieu    | Date         |
| ----------------- | ------- | ------- | ------------ |
| Lancer du marteau | 70,52 m | Manresa | 16 juin 2016 |